# André Sousa (calciatore 1998)
André Martins de Sousa, meglio noto come André Sousa (Setúbal, 26 febbraio 1998), è un calciatore portoghese, difensore o centrocampista del Paços Ferreira.

## Biografia
È il figlio di Hélio Sousa, allenatore di calcio ed ex calciatore del Vitória Setúbal.

## Carriera
Cresciuto nel settore giovanile del Vitória Setúbal, dopo aver disputato tre stagioni con il Benfica è tornato nella squadra della sua città natale, con cui il 14 marzo 2017 ha firmato il primo contratto professionistico, legandosi ai Sadinos fino al 2020.

## Statistiche

### Presenze e reti nei club
Statistiche aggiornate all'8 marzo 2018.
| Stagione        | Squadra         | Campionato      | Campionato | Campionato | Coppe nazionali | Coppe nazionali | Coppe nazionali | Coppe continentali | Coppe continentali | Coppe continentali | Altre coppe | Altre coppe | Altre coppe | Totale | Totale | Totale |
| Stagione        | Squadra         | Comp            | Pres       | Reti       | Comp            | Pres            | Reti            | Comp               | Pres               | Reti               | Comp        | Pres        | Reti        | Pres   | Reti   |        |
| --------------- | --------------- | --------------- | ---------- | ---------- | --------------- | --------------- | --------------- | ------------------ | ------------------ | ------------------ | ----------- | ----------- | ----------- | ------ | ------ | ------ |
| 2017-2018       | Vitória Setúbal | PL              | 9          | 0          | TdP+TdL         | 1+4             | 0               | -                  | -                  | -                  | -           | -           | -           | 14     | 0      |        |
| Totale carriera | Totale carriera | Totale carriera | 9          | 0          |                 | 5               | 0               |                    | -                  | -                  |             | -           | -           | 14     | 0      |        |